# Glypta tegularis
Glypta tegularis är en stekelart som beskrevs av Thomson 1889. Glypta tegularis ingår i släktet Glypta och familjen brokparasitsteklar. Inga underarter finns listade i Catalogue of Life.